# 수원천로
수원천로는 세류대교에서 삼희교를 잇는 대한민국 경기도 수원시의 도로이다. 수원천을 중심으로 이어져 있는 것이 특징인 도로이다. 수원 화성을 통과한다. 길이는 약 4.8km이다.

## 노선
| 교차로명              | 교차 도로명                     | 소재지                 |
| 수원시                | 수원시                          | 수원시                 |
| --------------------- | ------------------------------- | ---------------------- |
| 세류대교              | 덕영대로                        | 세류동                 |
| 버드네교,버드네경로당 | 세권로36번길, 정조로535번길     | 세류동                 |
| 유천1교               | 세권로                          | 세류동                 |
| 버들교                | 세권로43번길, 정조로575번길     | 세류동                 |
| 유천2교               | 권선로                          | 세류동                 |
| 유천교                | 정조로623번길                   | 세류동, 매교동         |
| 세천교                | 효원로                          | 세류동, 매교동         |
| 매세교                | 매산로116번길                   | 매교동                 |
| 새마을교              |                                 | 매교동                 |
| 매교                  | 정조로                          | 매교동, 행궁동         |
| 명칭 미상             | 수원천로210번길                 | 행궁동, 인계동         |
| 명칭 미상             | 매산로                          | 행궁동, 인계동         |
| 수원교                | 국도 제42호선 (중부대로)        | 행궁동, 인계동         |
| 명칭 미상             | 수원천로255번길,수원천로258번길 | 행궁동, 지동           |
| 명칭 미상             | 수원천로264번길                 | 행궁동, 지동           |
| 지동교                | 팔달문로                        | 행궁동, 지동           |
| 남수문                | 정조로788번길, 수원 화성        | 행궁동, 지동           |
| 명칭 미상             | 정조로800번길                   | 행궁동                 |
| 매향교                | 국도 제43호선 (창룡대로)        | 행궁동                 |
| (명칭 모름)           | 정조로860번길                   | 행궁동                 |
| (명칭 모름)           | 화서문로                        | 행궁동                 |
| 화홍문                | 정조로886번길, 정조로906번길    | 행궁동, 연무동, 영화동 |
| (명칭 모름)           | 수원천로392번길, 용연           | 연무동, 영화동         |
| (명칭 모름)           | 팔달로292번길                   | 연무동, 영화동         |
| 연무교                | 팔달로316번길,수원천로428번길   | 연무동, 영화동         |
| (명칭 모름)           | 경수대로                        | 연무동, 영화동         |
| 삼희교                | 월드컵로                        | 연무동, 영화동         |